# Premiers secours citoyen
Ne doit pas être confondu avec Premiers secours en équipe de niveau 1 (PSE 1).
Pour un article plus général, voir Formation de base aux premiers secours.
Le premiers secours citoyen (PSC) est la formation de base aux premiers secours en France. Toute personne peut suivre cette formation, qui est adaptée si nécessaire aux stagiaires handicapés. Le formateur évalue les stagiaires de façon continue tout au long de la formation, il n'y a pas d'examen. La présence à l'ensemble de la formation suffit à l'obtention du certificat.
La durée de la formation est de sept heures minimum depuis le 1er juillet 2012 hors modules complémentaires ajoutés par l'organisme ou l'association. Les stagiaires sont informés sur : les différentes situations auxquelles ils pourront être confrontés, la manière d'examiner la victime, les gestes à effectuer et l'appel des secours (alerte). Les principaux cas traités sont les malaises, les plaies, les brûlures, les traumatismes, les hémorragies, l'obstruction des voies aériennes, la perte de connaissance et l'arrêt cardiaque. L'utilisation du défibrillateur automatisé externe (DAE) est enseignée. Chaque stagiaire pratique les gestes enseignés sur d'autres stagiaires ou, pour ceux qui le nécessitent pour des raisons d'hygiène ou de sécurité, sur des mannequins. Le stagiaire est également confronté à des situations simulées dans lesquelles une victime est en danger, les cas concrets, qui lui permettent de mettre en pratique les connaissances acquises.
Le coût de la formation Premiers Secours Citoyen varie généralement entre 40 et 75 euros, selon l'organisme qui la propose (Croix-Rouge, Protection Civile, Ordre de Malte, Croix Blanche, SNSM, autres associations de secourisme) et la région. Certaines structures offrent des réductions ou la gratuité pour les étudiants et les élèves du secondaire, les demandeurs d'emploi ou les jeunes en service civique. De plus, des sessions gratuites peuvent être organisées dans le cadre d'initiatives locales ou subventionnées, par exemple par des municipalités ou des entreprises dans le cadre de la formation professionnelle.

## Historique
Le certificat «Premiers secours citoyen», en abrégé PSC, remplace depuis juillet 2024 le certificat «Prévention et secours civiques de niveau 1», en abrégé PSC1. Le PSC 1 a été renommé ainsi afin d’éviter la confusion liée à l’éventuelle existence d’un niveau supérieur, le PSC 2, qui n’a en réalité jamais existé.
Le PSC 1 remplaçait depuis 2007 l'attestation de formation aux premiers secours, AFPS.

## Organisation de la formation
La formation doit se conformer aux références techniques et pédagogiques établies par arrêtés interministériels. Le stage, d'une durée de sept heures environ de face à face pédagogique, est animé par un ou plusieurs formateurs titulaires du module de PAEFPSC " Pédagogie Appliqué à l'Emploi de Formateur aux Premiers Secours Citoyens", éventuellement assistés par des aides-formateurs. Il peut y avoir entre 2 et 10 stagiaires par formateur et par session. Les formateurs doivent être membres d'une association ou d'un organisme titulaire d'un agrément de formation. L'âge minimum requis pour la formation PSC est de 10 ans, avec une autorisation parentale pour les mineurs. La formation peut être adaptée pour la formation des personnes en situation de handicap.

### Techniques pédagogiques
La formation alterne deux situations: le cours et le cas concret. Dans le cadre de la réforme qui entre en vigueur le 1er juillet 2012, l'organisation de la formation sera de la responsabilité de l'organisme ou association organisatrice. Le cas concret restera cependant l'activité d'application finale dans la majorité des cas.

#### Déroulé classique d'une séquence de formation

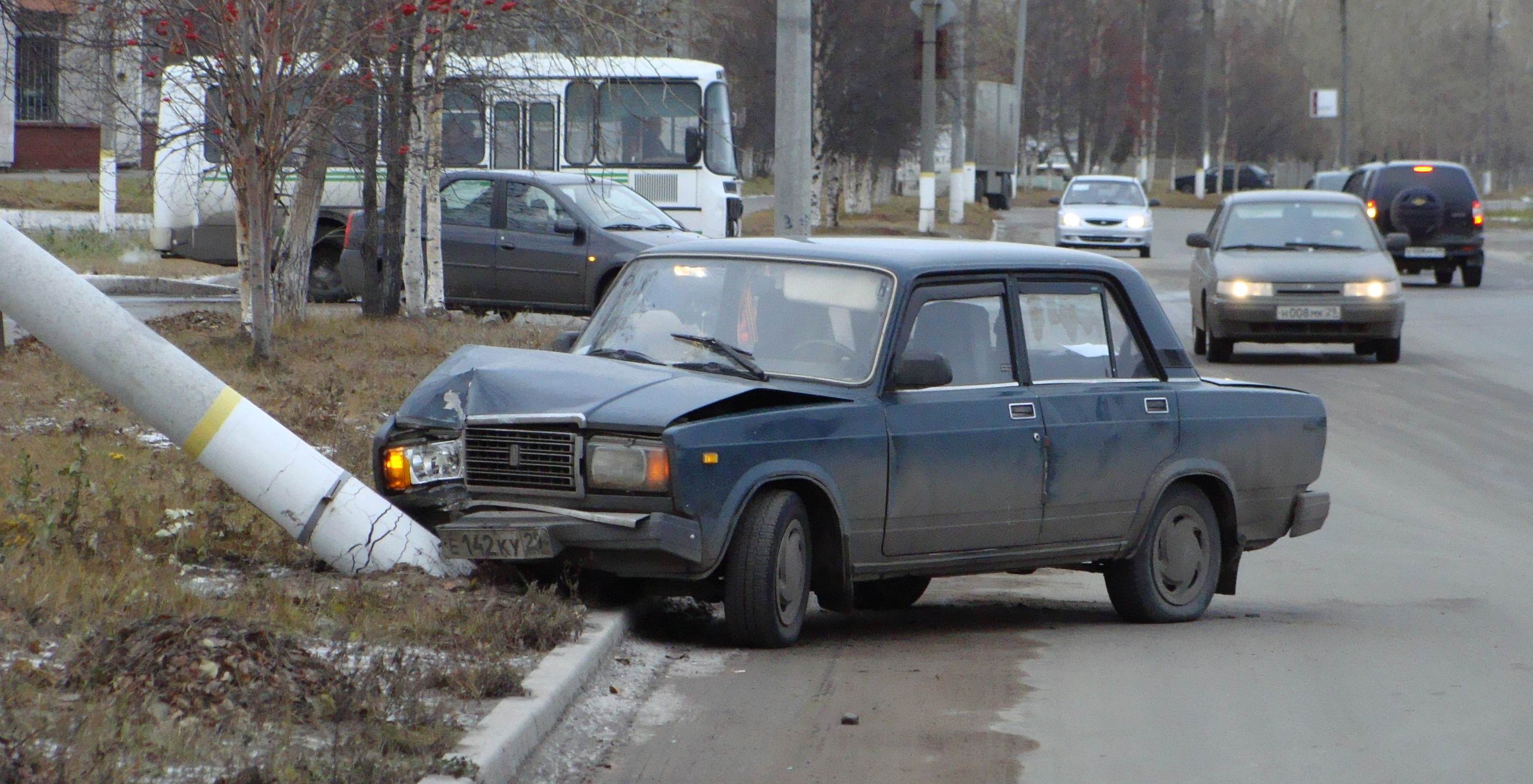
Exemple de situation pour une étude de cas.

À de rares exceptions près, toutes les séquences se déroulent selon le même plan.
Chaque séquence débute par une phase de découverte qui permet aux stagiaires de faire le point sur leurs connaissances. Il s'agit généralement d'une étude de cas. L'étude de cas consiste à soumettre aux stagiaires une situation qui présente un danger, par exemple en leur projetant une photographie. Le formateur invite les stagiaires à repérer les signes de danger, évaluer les risques et suggérer une conduite à tenir en précisant ses objectifs. Cette phase du cours permet aux stagiaires, le cas échéant, d'évoquer une situation vécue similaire. Par exemple, le cas de l'accident de voiture ci-contre fournit l'occasion de parler du risque de suraccident illustré par les voitures qui arrivent à l'arrière-plan et des manières de le prévenir, ainsi que des spécificités du secours sur la route.
Ensuite, lors de la phase de démonstration, le formateur commence par exposer les connaissances théoriques liées à la situation. Puis le formateur réalise la démonstration en temps réel de la technique adéquate en utilisant, s'il y a lieu, une victime qui simule la situation de danger. Il reprend ensuite les différentes étapes de cette technique au ralenti, en les explicitant et en les expliquant. Enfin, il fait reformuler ce qu'il a dit par un stagiaire pour s'assurer de l'assimilation correcte des informations par les stagiaires.
Cette phase est suivie d'une phase d'apprentissage au cours duquel les stagiaires, généralement en binômes, sont invités à pratiquer à leur tour la technique qu'ils viennent de voir. Certaines techniques, comme la réanimation cardio-pulmonaire, ne sont pas pratiquées sur des personnes pour des raisons d'hygiène et de sécurité ; l'entraînement se passe alors sur un mannequin.
En fin de séquence, des évaluations sous forme de cas concrets sont réalisées. Les stagiaires sont placés dans un scénario correspondant à l'une des situations abordées lors de la formation. Cette situation est simulée en utilisant, le cas échéant, des accessoires ou du maquillage permettant de simuler des brûlures, des plaies et du sang. L'idée est de placer le participant dans une situation proche de la réalité. La participation, en tant que sauveteur, de chaque stagiaire, à au moins un cas concret est obligatoire pour que le stagiaire valide la formation PSC.

## Programme de la formation[1]
Le contenu de la formation est organisé en neuf parties, auxquelles s'ajoute l'évaluation de la formation. Ces différentes parties correspondent notamment à l'apprentissage des différents gestes de secours à mettre en place en fonction des urgences vitales qui menacent la victime : obstruction brutale des voies aériennes, hémorragies, perte de connaissance et arrêt cardiaque.

### Alerte et protection des populations
Le stagiaire apprend à reconnaitre les différents canaux de diffusion des signaux d'alerte à la population, en cas de danger imminent ou d'évènement grave, susceptible de porter atteinte à leur intégrité physique. Il est aussi enseigné la conduite à tenir en fonction de la nature de l'alerte reçue et les techniques de prévention adaptées.

### Protection
Dans cette première partie, le stagiaire doit apprendre à se protéger contre un danger, puis à protéger les autres personnes qui pourraient y être exposées.

### Alerte
Le stagiaire apprend à choisir le service d'urgence à contacter en fonction de la situation et à lui transmettre efficacement un message complet.
Liste des numéros d'urgence conseillés par le ministère de l'intérieur :
- le 18, numéro d’appel des sapeurs-pompiers, chargé notamment des secours d’urgence aux personnes, des secours sur accidents, incendies ;
- le 15, numéro d’appel des SAMU, chargé de la réponse médicale, des problèmes urgents de santé et du conseil médical ;
- le 112, numéro de téléphone réservé aux appels d’urgence et valide dans l’ensemble de l’Union Européenne ;
- le 114, numéro d’appel accessible par SMS , fax, visio et tchat, réservé aux déficients auditifs (réception et orientation des personnes malentendantes vers les autres numéros d’urgence).

### Secours

#### Obstruction des voies aériennes (étouffement)
Le stagiaire apprend à identifier l'obstruction brutale des voix aériennes complète et à réaliser les gestes appropriés : claques dans le dos et compressions abdominales (méthode de Heimlich) pour l'adulte, claques dans le dos adaptées (méthode de Mofenson) et méthode des compressions thoraciques pour le nourrisson.
Si l'obstruction des voies aériennes est partielle, la victime peut encore émettre des sons avec sa bouche et par exemple tousser. Si c'est le cas : des techniques de désobstruction comme les claques dans le dos peuvent aggraver la situation; il est donc important d'encourager la victime à tousser jusqu'à ce qu'elle se libère et de rester prêt à agir si l'obstruction des voies aériennes devient complète.

#### Hémorragie externe
Le stagiaire apprend à identifier un saignement abondant et à adopter la bonne conduite à tenir afin d'arrêter ou de limiter la perte de sang de la victime tout en limitant les risques pour sa propre santé.
Il s'agit, en première intention, d'appliquer la technique de la compression manuelle directe sur la plaie par la victime de préférence ou par le sauveteur si la victime est incapable d'assurer elle même la compression manuelle directe. Dans le cas où la compression manuelle directe de la plaie ne serait pas suffisante pour arrêter le saignement, le sauveteur devra mettre en place un garrot.
Si besoin, le sauveteur peut réaliser un pansement compressif dans le cas où la compression manuelle serait suffisante pour arrêter le saignement et où le sauveteur devrait se libérer.
Le sauveteur doit également protéger la victime contre la chaleur, le froid ou les intempéries, et surveiller l'apparition de signes d'aggravation. En attendant les secours, la victime doit être placée en position d'attente, si possible allongée sur un matelas ou à défaut, sur le sol.
Le stagiaire apprend, également dans cette partie, la conduite à tenir face aux situations particulières comme : la victime qui saigne du nez, la victime qui vomit ou crache du sang, la victime qui perd du sang par un orifice naturel et de façon inhabituelle.

#### Perte de connaissance
Le stagiaire apprend à reconnaître l'inconscience, à contrôler la respiration en assurant la libération des voies aériennes, puis le cas échant, à placer la victime en position latérale de sécurité.
Pour reconnaître l'inconscience, le sauveteur peut chercher à avoir des interactions avec la victime, d'abord orales "Est ce que vous m'entendez ?" puis physiques. Il peut par exemple demander à la victime de lui serrer la main ou encore lui secouer doucement les épaules à la recherche de réaction.
En cas de succès, la victime n'est pas inconsciente mais victime d'un malaise, il faut alors adopter la conduite à tenir adaptée au malaise.
Si ces tentatives de sollicitations échouent, la victime est considérée inconsciente. Le sauveteur doit encore s'assurer que la victime respire encore. Si oui, le sauveteur a bien affaire à une victime qui a perdu connaissance et doit adopter la conduite à tenir adaptée à la perte de connaissance. Si non, la victime inconsciente ne respire pas ou si la respiration de la victime s'arrête ou devient anormale, la sauveteur doit adopter la conduite à tenir adaptée à l'arrêt cardio-respiratoire.
Dans le cas d'une personne qui a perdu connaissance (inconsciente qui respire) le sauveteur doit appeler les secours et adopter sa conduite à tenir en fonction des circonstances. Si la victime est inconsciente mais n'est pas suspecte d'un traumatisme physique, il convient de la placer en position latérale de sécurité. En revanche si la victime est inconsciente à la suite d'un traumatisme physique ou d'un évènement d'origine inconnue, la victime doit être laissée sur le dos et être étroitement surveillée, en cas de vomissements ou de régurgitation elle pourra être mise sur le côté en prenant soin de maintenir l'axe tête-cou-tronc le plus aligné possible.
Dans tous les cas le sauveteur doit protéger la victime de la chaleur, du froid et des intempéries, surveiller en permanence la respiration de la victime, si besoin adapter la conduite à tenir et prévenir les secours en cas d'évolution.

#### Arrêt cardio-respiratoire ou arrêt cardiaque

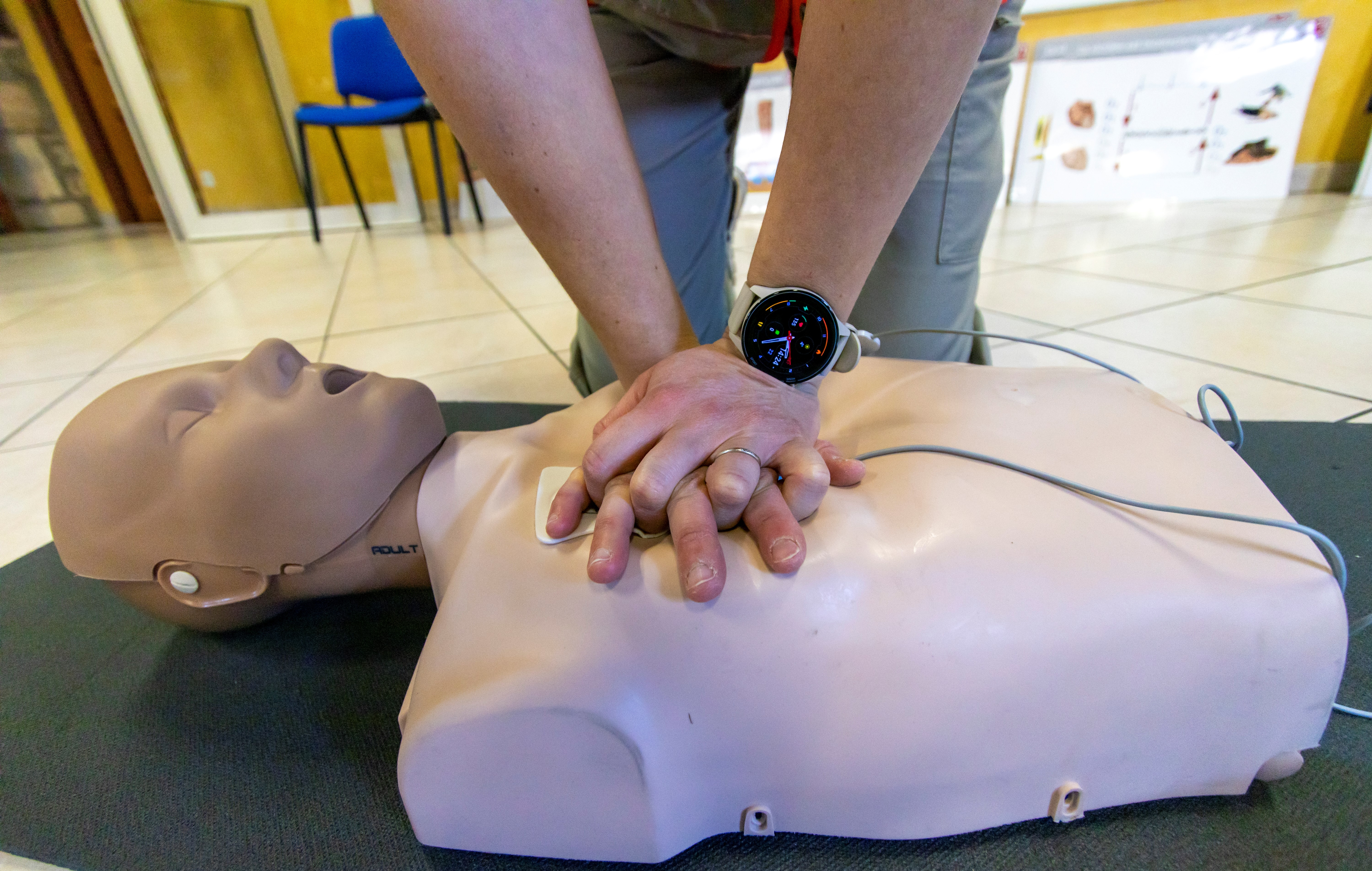
Réalisation d'une RCP lors d'une formation PSC1.

Une personne est considérée en arrêt cardiaque lorsque son cœur ne fonctionne pas ou fonctionne de manière anarchique. Le risque de l'arrêt cardiaque est la mort de la victime en quelques minutes.
La stagiaire apprend à reconnaitre les signes et les causes les plus courantes d'un arrêt cardiaque ainsi que la conduite à tenir en fonction de l'âge de la victime.
Si le sauveteur a déterminé que la victime était inconsciente, a effectué la libération des voies aériennes et a constaté que la victime ne respire pas ou présente une respiration anormale. Il doit immédiatement faire alerter les secours ou alerter lui même les secours et réaliser la réanimation cardiopulmonaire (RCP) en alternant, pour une victime adulte, des cycles de 30 compressions thoraciques et, si possible, 2 insufflations. Il demande à un témoin de ramener un défibrillateur automatisé externe (DAE). Il fait mettre en place le DAE, dans l'attente des secours. Le DAE doit être mis en place le plus tôt possible, en interrompant le moins possible le massage cardiaque. Il poursuit la RCP jusqu'à l'arrivée des secours en se faisant relayer si besoin.
Chez l'enfant et le nourrisson, les gestes de la RCP sont adaptés à l'âge et la réanimation cardiopulmonaire commence 5 par insufflations initiales avant de poursuivre sur un cycle de 15 compressions et 2 insufflations.

#### Malaises
Un malaise est une sensation pénible traduisant un trouble du fonctionnement de l'organisme. La victime est consciente, ne se sent pas bien et présente des signes inhabituels. Le stagiaire apprend à reconnaitre les signes de gravité qui pourront orienter le médecin du SAMU vers les différentes causes possible du malaise comme l'accident cardiaque et l'accident vasculaire cérébral (AVC) qui sont des urgences vitales.
Face à une victime présentant un malaise, le sauveteur va recueillir les plaintes de la victime et observer les différents signes que présente la victime comme des douleurs, des troubles de la motricité ou de la sensibilité au niveau des membres ou du visage, des troubles de l'équilibre, des troubles sensoriels, des frissons, de la fièvre, une sensation de froid, de la sueur, une  fatigue intense, des troubles digestifs, des difficultés à parler ou à respirer, une pâleur anormale de la peau ou des muqueuses, etc. Le sauveteur se renseigne sur l'âge de la victime, la durée de son malaise, ses éventuels antécédents médicaux et les traitements médicaux qu'elle prend. Il place la victime dans une position d'attente adaptée, protége la victime contre la chaleur, le froid et les intempéries, rassure la victime en lui parlant régulièrement, demande un avis médical au SAMU (15) et transmet les informations qu'il a recueilli puis applique les consignes du médecin régulateur.

#### Plaies
Le stagiaire apprend à distinguer une plaie grave d'une plaie simple (superficielle) et à adopter la conduite requise pour protéger la victime avant l'arrivée des secours.
C'est une plaie simple s'il s'agit d'une petite coupure superficielle, ou d'une éraflure saignant peu.
C'est une plaie grave si la plaie : 
- présente une hémorragie associée,

- a été causée par un mécanisme pénétrant (objet tranchant ou perforant, morsures, projectiles),
- a un aspect déchiqueté ou écrasé,
- est localisée au thorax, à l'abdomen, a l'œil ou proche d'un orifice naturel.

Le sauveteur identifie la gravité de la plaie et adopte la conduite à tenir :
Face à une plaie simple, il :
- se lave les mains à l'eau et au savon ;
- nettoie la plaie en rinçant abondamment à l'eau courante, avec ou sans savon, en s'aidant d'une compresse si besoin pour enlever les souillures ; il peut éventuellement utiliser un désinfectant en l'absence de point d'eau ;

- protège la plaie à l'aide d'un pansement adhésif ;
- conseille à la victime de consulter un médecin pour vérifier la validité de sa vaccination antitétanique ou en cas d'apparitions dans les jours qui suivent de fièvre, d'une zone chaude, rouge, gonflée ou douloureuse.

Face à une plaie grave, il :
- ne retire jamais le corps étranger (couteau, morceau de verre, balle, etc.) sous peine d'aggraver la plaie ;
- en cas d'hémorragie, arrête le saignement en adoptant la conduite à tenir face à une hémorragie ;
- laisse la plaie à l'air libre et installe la victime dans une position d'attente adaptée ;
- protège la victime du froid, de la chaleur et des intempéries ;
- fait alerter les secours ou alerte les secours puis applique les consignes données ;
- réconforte la victime en lui parlant et en lui expliquant ce qui se passe ;
- surveille la victime et alerte les secours en cas d'évolution.

#### Les brûlures
Le stagiaire apprend à distinguer une brûlure grave et une brûlure simple (superficielle) et à adapter la conduite à tenir en fonction de la gravité de la brûlure.
C'est une brûlure simple si on ne peut constater que des rougeurs sur la peau, ou si on a affaire à une cloque dont la surface est inférieure à la moitié de la paume de la main de la victime.
C'est une brûlure grave : 
- si la brûlure se trouve sur le visage, le cou, les mains, les articulations ou proche d'orifices naturels ;
- si la victime présente une ou plusieurs cloques dont la surface totale est supérieure à celle de la moitié de la paume de la main de la victime ;
- si la brûlure présente des signes d'une destruction profonde (aspect blanchâtre ou noirâtre parfois indolore) associée souvent à des cloques et à une rougeur plus ou moins étendue ;
- s'il s'agit d'une rougeur étendue (comme un coup de soleil) de la peau d'un enfant ;
- si la brûlure est d'origine chimique, électrique ou radiologique.

Face à une brûlure, le sauveteur va refroidir immédiatement la surface brulée avec de l'eau courante tempérée (ni froid ni chaude) par ruissellement d'eau (à faible pression) pendant au moins 10 minutes, idéalement 20 minutes. Débuter l'arrosage de la brûlure plus de 30 minutes après l'incident n'a pas d'intérêt. Simultanément, le sauveteur fait retirer, s'ils n'adhèrent pas à la peau, les vêtements et les bijoux sur ou proches de la zone brûlée et évalue la gravité de la brûlure.
Dans le cas d'une brûlure grave, il :
- fait alerter ou alerte les secours dès le début de l'arrosage ;
- poursuit le refroidissement selon les consignes données ;
- après le refroidissement, place la victime dans une position adaptée ;
- laisse la zone brûlée visible par les secours ;
- surveille la victime et respecte les consignes données par les secours.

N.B. Aucun produit ne doit être appliqué sur une brûlure grave sans avis médical.
Dans le cas d'une brûlure simple, il :
- poursuit le refroidissement jusqu'à disparition de la douleur ;
- ne perce jamais les cloques ;
- protège la brûlure avec un pansement stérile ou un film plastique (type film alimentaire)
- conseille à la victime de consulter un médecin pour vérifier la validité de sa vaccination antitétanique, ou s'il s'agit d'un enfant ou en cas d'apparition dans les jours qui suivent de fièvre, d'une zone chaude, rouge, gonflée ou douloureuse.

Le stagiaire apprend également la conduite adaptée aux brûlures chimiques, électriques ou par inhalation.

#### Traumatismes
Le stagiaire apprend à reconnaitre les différentes atteintes traumatiques et à adopter sa conduite à tenir face à une victime qui a subit un traumatisme.
Une atteinte traumatique est une lésion des os, des articulations, des organes (notamment de la peau) résultant d'un choc, d'un coup, d'une chute ou d'un faux mouvement. Les atteintes traumatiques de la peau ont été traitées dans les parties plaies et brûlures. Les atteintes traumatiques peuvent provoquer immédiatement une douleur vive, une difficulté ou une impossible de bouger la zone atteinte, un gonflement ou une déformation. L'atteinte traumatique peut se produire au niveau d'une zone impliquant les structures sous jacentes (organes, système nerveux, colonne vertébrale) pouvant entrainer des conséquences neurologiques, respiratoires ou circulatoires graves.
Le sauveteur confronté à une victime inconsciente qui présente un traumatisme ne doit pas mobiliser la victime. Si la personne est consciente, il va lui conseiller de ne pas mobiliser la partie atteinte. Il ne va jamais tenter de réaligner un membre qui présente une fracture déplacée. Il alerte ou fait alerter les secours et applique les consignes qui lui sont données. Il protège la victime de la chaleur, du froid et des intempéries. Il surveille la victime et lui parle régulièrement, il alerte les secours en cas d'évolution. Si la victime présente une douleur du cou à la suite d'un traumatisme, il va lui demander de ne pas bouger la tête et pourra stabiliser le rachis cervical dans la position où il se trouve en réalisant un maintien de la tête à deux mains.

### Évaluation des stagiaires
L'évaluation des stagiaires est essentiellement formatrice : tout au long de la formation le stagiaire réalise des gestes, acquiert des connaissances et s'autocorrige. L'auto-évaluation et l'auto-correction du stagiaire est le principal levier d'apprentissage mais le stagiaire peut aussi être corrigé par le formateur et/ou les autres stagiaires durant certains phases de la formation.
Lors des activités d'apprentissages (quand le stagiaire réalise lui même les gestes que l'on vient de lui montrer), le stagiaire est en situation d'évaluation formatrice (il peut s'auto-évaluer et s'autocorriger) et formative (le formateur et les autres stagiaires peuvent l'évaluer et le corriger). Lors des activités de cas concrets la première phase d'évaluation est une phase d'évaluation formatrice (le stagiaire s'évalue et se corrige tout seul) puis, la seconde phase, est une phase d'évaluation formative (les autres stagiaires et le formateur peuvent apporter des éléments des corrections ou des précisions). Le formateur peut, si besoin, remontrer un geste ou refaire faire un geste.
La délivrance du "certificat de compétences de citoyen de sécurité civile" sanctionne "l'aptitude à réaliser les gestes salvateurs au profit des personnes en situation de détresse physique".
L'annexe 2 de l'arrêté du 15 juin 2024 précise que "le certificat de compétences de citoyen sauveteur est délivré aux personnes qui ont : 
- participé à toutes les phases de la formation ;

- réalisé ou fait réaliser tous les gestes de premiers secours au cours des phases d’apprentissage ;

- participé une fois au moins, en qualité de sauveteur, à une activité d’application (cas concret, simulation)."

La formulation «fait réaliser» a été introduite afin de préciser les conditions de délivrance du certificat aux personnes en situation de handicap. L'accessibilité aux personnes en situation de handicap est prévue depuis 1993 mais jusqu'ici aucune recommandation concrète n'était faite. Cela fait suite aux projets «Secourisme PMR» (personnes à mobilité réduite) et «Handi-secourisme» menés par Gilles Ruiz (pompier) à la suite de plusieurs expériences. En 2017, Sous l'impulsion du Lt Thierry Gautreau de l'UDSP44 une formation est dispensée au CHU de Nantes dans le service du Pr Perrouin-Verbe en présence du Pr émérite Jean François Mathé avec des apprenants valides et handicapés. Une autre formation a lieu au Centre de formation départemental des sapeurs pompiers des Bouches-du-Rhône. L'information est diffusée par la Fédération nationale des sapeurs-pompiers de France, des formations démarrent alors dans tout le territoire national. Les personnes handicapées (handicap physiques ou sensoriels notamment ) peuvent se former et être diplômées PSC si elles peuvent transmettre à un tiers (un passant par exemple) les gestes à pratiquer (faire-faire) sur une victime.

### Évaluation de la formation
À la fin de la formation, chaque stagiaire reçoit un formulaire à remplir pour indiquer ce qu'il a pensé de la formation.

### Autres références
1. ↑  Ministère de l'intérieur et des outre-mers
DIRECTION GÉNÉRALE DE LA SÉCURITÉ CIVILE ET DE LA GESTION DES CRISES, « Recommandations relatives à l'unité d'enseignement prévention et secours civiques »  [PDF], sur interieur.gouv.fr, décembre 2023 (consulté le 5 août 2025)
2. ↑  Recommandations de la direction générale de la sécurité civile et de la gestion des crises (Version septembre 2019)
3. ↑  MINISTÈRE DE L’INTÉRIEUR ET DES OUTRE-MER, « Arrêté du 15 juin 2024 relatif à la filière citoyenne de sécurité civile dans le domaine de la formation aux premiers secours »  [PDF], sur legifrance.gouv.fr, 9 juillet 2024 (consulté le 5 aout 2025)